# クイズの扉
『クイズの扉』（くいずのとびら）とは、一部のTBS系列局で放送されたクイズ番組である。ハイビジョン制作。制作局のTBSテレビでは、2009年4月9日から同年9月24日まで、毎週木曜23:59 - 翌0:29（JST）に放送された。

## 概要
毎回、クイズ番組のゲーム化や書籍化、さらには日本国外へのフォーマット販売で一攫千金を目論む（という設定の）ゲストMC「クイズソムリエ」が、新しいクイズ企画「クイズの種」を持ち寄り、レギュラー司会の加藤浩次（極楽とんぼ）と共にその企画のパイロット版を放送した。
企画を一通りやり遂げた後、最後に加藤がこの企画に将来性があるか否かを判断。将来性があると認められた企画は「クイズの箱」に収納された。

## 出演者

### 司会
- 加藤浩次（極楽とんぼ）
- クイズソムリエ（その回の企画提案者＆ゲスト司会、週替わり）

## クイズの種

### 第1回「ウソの扉」
- クイズソムリエは木下隆行（TKO）。
- 瞬時に表示される単語が予め提示されたテーマに沿っているかを判断する問題や、木下のリアクションを手掛かりに、激辛を避けてピリ辛のシュークリームを選ぶ問題など、嘘を見抜くクイズ。

### 第2回「仕事の扉」
- クイズソムリエは板倉俊之（インパルス）。
- 特定の職業に就いている50人へのアンケートクイズなど、憧れの仕事をテーマにしたクイズ。『クイズ100人に聞きました』とほぼ同じような内容になっており、板倉はたびたび「あるかもあるかも〜」と発言していた。

### 第3回「音楽の扉」
- クイズソムリエは河本準一（次長課長）。
- 曲や歌手について複数の選択肢から正しいものをすべて選ぶ、「ultra soul」のメロディーで別の曲の歌詞を歌い、曲名を当てる、歌詞の隠された部分を正しく歌うなど、音楽をテーマにしたクイズ。

### 第4回「体育の扉」
- クイズソムリエは小島よしお。
- ロデオの機械にのって答える、小島の胸についたボタンにボールを当てると解答権があるなど、体育をテーマにしたクイズ。

### 第5回「名前の扉」
- クイズソムリエは有吉弘行。
- 物の名前を答える、有吉がつんくにつけるあだ名を当てるなど、名前をテーマにしたクイズ。

### 第6回「記憶の扉」
- クイズソムリエはおぎやはぎ。
- 有名キャラクターや名言の欠けた部分を補う、小木博明の1日を撮影した『情熱大陸』のパロディーを見て問題に答えるなど、記憶をテーマにしたクイズ。

### 第7回「顔面の扉」
- クイズソムリエは日村勇紀（バナナマン）。
- 有名人の顔をモーフィングで何に変わっていくか当てる、顔だけを見てニューハーフやAV女優を当てる、日村の顔についたボタンを顔で押すと解答権があるなど、顔をテーマにしたクイズ。

### 第8回「女の扉」
- クイズソムリエは友近。
- 恋愛に関する質問に男性2人が答えて、どちらの答えが優れているか女性30人が判定する、男性がコントで友近にプロポーズして、どちらが優れているか友近が判定するなど、女性にもてることをテーマにしたクイズ。

### 第9回「アイドルの扉」
- クイズソムリエは藤本敏史（FUJIWARA）。
- アイドルに関するクイズに『クイズグランプリ』の要領で答える。「80年代」「90年代」「2000年代」それぞれに「プロフィール」「おんがく」「グラビア」の合計9枚のパネルがあり、指定したジャンルの問題に答える。

### 第10回「パネルの扉」
- クイズソムリエは博多華丸・大吉。
- 全編『アタック25』のパロディー。博多華丸は終始、児玉清のものまねで進行を続ける。パネルは3×3で、読み問題とパネルに隠された映像を当てる問題で構成。読み問題はすべて福岡に関するものとなっている。

### 第11回「慶應の扉」
- クイズソムリエは中田敦彦（オリエンタルラジオ）。
- 慶應義塾中等部の入試問題に答える、有名人が慶應出身かどうか答える、慶應大生の間でだけ使われる言葉の意味を答える、慶應の女子学生にアンケートした結果を当てるなど、中田の出身の慶應義塾大学をテーマにしたクイズ。慶應義塾大学公認の企画となっている。

### 第12回「音楽の扉2」
- クイズソムリエは河本準一。
- TBSで使われるBGMがどの番組のものか当てるなど、音楽をテーマにしたクイズ。前回に引き続き、「ultra soul」のメロディーで別の曲の歌詞を歌うコーナーがある。

### 第13回「オトナの扉」
- クイズソムリエは杉本彩。
- 性に関する雑学問題に答える、杉本がセックスについて著書に書いていることを答えるなど、エロスをテーマにしたクイズ。

### 第14回「顔面の扉2」
- クイズソムリエは日村勇紀。
- 頭、目、鼻、口をそれぞれ別の有名人の顔から切り取り、それぞれの人物を当てるなど、顔をテーマにしたクイズ。前回の、日村の顔に早押しボタンをつけるというのがアイドルの事務所に不評だったとして、今回は実物大の日村の顔の模型の唇の部分にセンサーをつけて、そこに顔で触れるとスイッチが入るようにした。

### 第15回「オトコゴコロの扉」
- クイズソムリエはおぎやはぎ。
- 解答者は全員女性で、各シチュエーションでの男心がわかるクイズを出題。

### 第16回「3コ1の扉」
- クイズソムリエは木下隆行。
- 答えが3つある問題を、3人でリズムに乗って答える、問題文が3分割され、それぞれ特殊な表示のされ方をする問題に答える、3つの食材をミックスジュースにして中身を当てるなど、3をテーマにしたクイズ。

### 第17回「ニュースの扉」
- クイズソムリエは山本モナ。
- 『ニュースJAPAN』のパロディーになっている。解答者はコメンテーターという設定で、山本がニュースを読んで突然出される問題に答える。

### 第18回「渋谷の扉」
- クイズソムリエは柳原可奈子。
- 渋谷に関する問題や、渋谷のギャルに今回の出演者についてアンケートした問題が出される。

### 最終回「ベストソムリエの扉」
- クイズソムリエは木下隆行、小木博明、杉本彩。
- 3人が過去に担当した企画から「大ウソの扉」「超記憶の扉」「もっとオトナの扉」として出題した。

## スタッフ
- ナレーション：宗方脩
- 構成：石原健次、鈴木工務店、木野聡、木南広明
- 問題作成：道蔦岳史、石川裕郁、高木英幸、かつ、北原ゆき、工藤幸、成瀬正人、中川ゆーすけ、江藤美明、中西美穂、藤澤雅孔
- TM：金澤健一
- TD：高松央
- CAM：小笠原朋樹
- VE：佐藤公幸
- 音声：相馬敦
- 照明：中田学、矢作和彦
- 美術プロデューサー：伊藤隆
- 美術デザイン：中村嘉邦
- 美術制作：川崎光紘
- 装置：高野勝之、内田聡子
- 装飾：田中秀和
- 電飾：西田和正、森田光俊
- メカシステム：濱口利行
- 特殊装置：春日公一
- 持道具：貞中照美
- メイク：アートメイク・トキ
- CG：glow
- 編集：金有那
- MA：宮嶌宏道
- 音響効果：湊航史
- 公開：廣中信行、松元裕二
- 宣伝：河野裕之
- 編成：藤原麻知
- TK：野村佳乃子
- デスク：椿美希子
- AD：永山靖章、小林悦子、宮里良子、堀内真理恵、太田雄規、菊地和人
- キャスティングP：小野由映子、石岡茂雄
- ディレクター：千葉博史、加藤学、中島彰人、柳信也、小林恵美、財津猛
- 演出・プロデューサー：神尾祐輔
- プロデューサー：岸田大輔
- チーフプロデューサー：安田淳
- 制作協力：D:COMPLEX
- 製作著作：TBS

## ネット局
| 放送対象地域 | 放送局                | 放送時間                     | 備考          |
| ------------ | --------------------- | ---------------------------- | ------------- |
| 関東広域圏   | TBSテレビ（TBS）      | 木曜 23:59 - 翌0:29          | 番組制作局    |
| 宮城県       | 東北放送（TBC）       | 木曜 23:59 - 翌0:29          | 同時ネット    |
| 山形県       | テレビユー山形（TUY） | 木曜 23:59 - 翌0:29          | 同時ネット    |
| 福島県       | テレビユー福島（TUF） | 木曜 23:59 - 翌0:29          | 同時ネット    |
| 新潟県       | 新潟放送（BSN）       | 木曜 23:59 - 翌0:29          | 同時ネット    |
| 長野県       | 信越放送（SBC）       | 木曜 23:59 - 翌0:29          | 同時ネット    |
| 静岡県       | 静岡放送（SBS）       | 木曜 23:59 - 翌0:29          | 同時ネット    |
| 高知県       | テレビ高知（KUTV）    | 木曜 23:59 - 翌0:29          | 同時ネット    |
| 福岡県       | RKB毎日放送（RKB）    | 木曜 23:59 - 翌0:29          | 同時ネット    |
| 熊本県       | 熊本放送（RKK）       | 木曜 23:59 - 翌0:29          | 同時ネット    |
| 中京広域圏   | 中部日本放送（CBC）   | 木曜 0:29 - 0:59（水曜深夜） | 現：CBCテレビ |
| 北海道       | 北海道放送（HBC）     | 月曜 23:55 - 翌0:26          |               |

- 放送局はすべてTBS系列。
- 時刻はJST。

## 関連番組
- クイズ!時の扉 - 同時ネット放送局にて、直前に放送。